# Evren, Boğazkale
Evren là một thị trấn thuộc huyện Boğazkale, tỉnh Çorum, Thổ Nhĩ Kỳ. Dân số thời điểm năm 2010 là 1.055 người.